# مدرک سفر پناهندگی

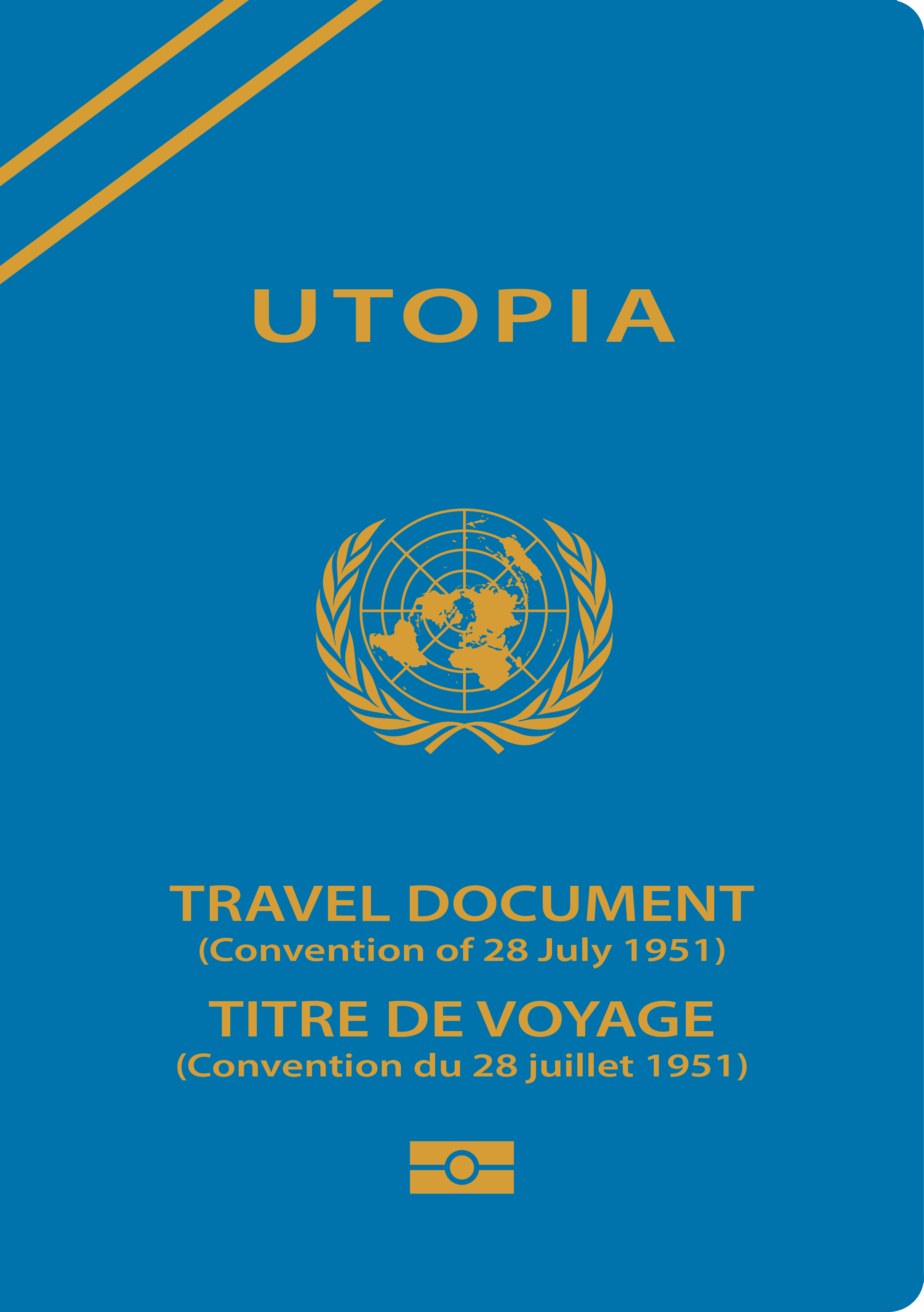
یک نمونه از مدرک مسافرتی (پاسپورت)

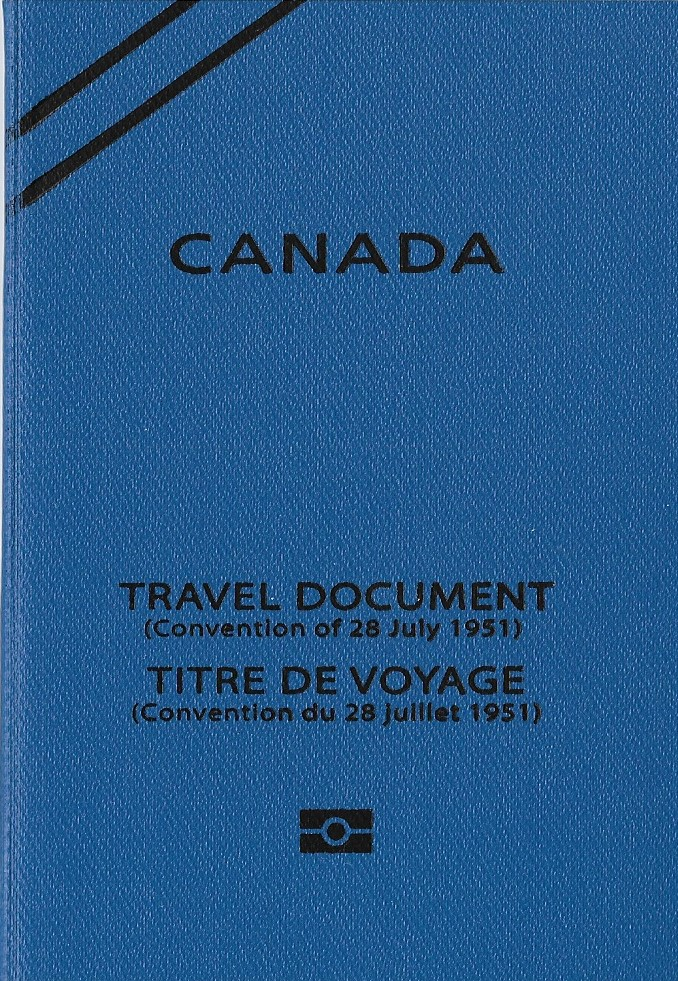
مدرک سفر پناهندگی

مدرک سفر پناهندگی (انگلیسی: Refugee travel document) (یا بقولی جواز سفر کنوانسیون سال ۱۹۵۱ یا پاسپورت ژنو) یک مدرک سفر است که برای پناهنده توسط دولتی که وی در آنجا مستقر است صادر می‌شود، تا بتواند بوسیله آن به خارج از آن کشور سفر کند و برگردد. پناهندگان احتمالاً قادر به دریافت پاسپورت از دولت ملی خود نیستند (که از آن به مکان دیگری پناه برده‌اند) و بنابراین آنها به مدرک سفر نیاز دارند، تا بتوانند با آن در مسافرت‌های بین المللی شرکت کنند. ۱۴۵ کشوری که عضو کنوانسیون ۱۹۵۱ مربوط به استاتوی پناهندگان هستند باید برای پناهندگانی که قانوناً در کشور ساکن هستند این مدرک سفر را صادر کنند. مدرک سفر پناهندگی کتابچه‌ای شبیه پاسپورت معمولی است. روی جلد آن کلمات مدرک سفر به انگلیسی و فرانسوی (و اغلب به زبان کشور صادر کننده مدرک) و نیز تاریخ کنوانسیون: ۲۸ ژوئیه ۱۹۵۱ نوشته شده. مدارک در اصل خاکستری هستند، گرچه برخی کشورها امروزه آنرا به رنگ‌های دیگر با دو خط مورب موازی در گوشه سمت چپ بالای جلد صادر می‌کنند. دارندگان این مدرک می‌توانند از برخی از امتیازات سفر بدون ویزا به کشورهای امضا کننده کنوانسیون استفاده کنند.

## محدودیت‌های یک مدرک سفر پناهندگی نسبت به پاسپورت معمولی
مدرک سفر پناهندگی که از جانب دولت کانادا صادر می‌شود، نمی‌تواند برای سفر به کشوری که پناهنده تابعیت آنرا دارد، استفاده شود و مدرک سفر پناهندگی که توسط کشور دیگری صادر شده دارای اعتبار یک پاسپورت بمنظور کسب مجوز اعتبار سفر الکترونیک به کانادا نیست.